# Cantón de Montaner
El cantón de Montaner era una división administrativa francesa, situada en el departamento de los Pirineos Atlánticos y la región Aquitania.

## Composición
El cantón de Montaner agrupaba 15 comunas:
- Aast
- Baleix
- Bédeille
- Bentayou-Sérée
- Casteide-Doat
- Castéra-Loubix
- Labatut
- Lamayou
- Maure
- Monségur
- Montaner
- Ponson-Debat-Pouts
- Ponson-Dessus
- Pontiacq-Viellepinte
- Sedze-Maubecq.

## Supresión del cantón de Montaner
En aplicación del Decreto n.º 2014-248 de 25 de febrero de 2014, el cantón de Montaner fue suprimido el 22 de marzo de 2015 y sus quince comunas pasaron a formar parte, trece del nuevo cantón de País de Morlaàs y de Montanérès y dos del nuevo cantón de Valles del Ousse y de Lagoin.